# Karin (manga)
Karin (かりん), édité en français sous le nom Karin, Chibi Vampire, est un manga de Yuna Kagesaki (en) (影崎 由那, Kagesaki Yuna) sur les déboires d'une famille de vampires vivant au Japon.
Il est adapté en un anime de 24 épisodes, qui retracent partiellement les événements du manga, diffusé sur WOWOW à partir de novembre 2005.

## Synopsis
L'histoire est centrée sur Karin Marker, la fille aînée d'une famille de vampires installée au Japon.
Karin possède une particularité pour le moins surprenante pour une vampire : en plus d'être diurnambule puisqu'insensible aux rayons ultra-violets ; son organisme, au lieu d'avoir besoin de sang humain comme ses congénères, a plutôt tendance à en produire, ce qui se traduit par des saignements de nez aussi incontrôlables qu'abondants et ce, dans certaines situations bien précises.
Désirant préserver leur secret afin de continuer à vivre comme une jeune lycéenne ordinaire, elle va toutefois faire la rencontre d'un nouveau condisciple, Kenta Usui, Humain qui stimule involontairement ses saignements et commence à avoir des soupçons sur sa véritable nature.

## Personnages

### Principaux
Māka Karin/Karin Marker (真紅果林, Māka Karin)
La fille aînée de la famille Marker.
Vampire lycéenne de 15 ans aspirante à une vie « normale » d'humain, Karin est une sorte d'hybride : elle a un mode de vie diurne et ne craint ni les rayons du soleil, ni l'argent, ni l'ail, ni l'eau. Toutefois, même si elle demeure capable de se nourrir du sang humain, elle en produit en réalité excessivement, rejetant le surplus par d'incontrôlables et abondants saignements de nez ou en « perfusant » un humain par morsure. Elle se prépare elle-même ses repas et est très bonne cuisinière.
Elle aime Kenta, qui connait son secret et la soutient, et Maki, sa meilleure amie. Pour remercier ce dernier et diminuer son malheur (qui stimule ses saignements de nez), elle lui prépare chaque jour son bentou. Ils travaillent ensemble au restaurant Julian.
Karin est attirée par le sang humain des malheureux.
Usui Kenta (雨水健太, Usui Kenta)
Le camarade de classe de Karin et Maki nouvellement transféré, au regard naturellement « méchant » (créant malgré lui des malentendus) et à l'esprit ouvert. Il découvrira le secret de Karin et acceptera de l'aider.
Kenta vit seul avec sa mère Fumio et est plutôt défavorisé, ce qui l'a rendu travailleur, autonome et débrouillard dans tout ce qu'il entreprend. Il est également réactif face aux épreuves à affronter.
Il aime Karin et les bentou qu'elle lui prépare, et lui propose de bon cœur son sang quand elle en a besoin. Ils travaillent ensemble au restaurant Julian.

### Secondaires
Māka Anju/Ange Marker (真紅杏樹, Māka Anju)
La dernière enfant de la famille Marker.
Enfant prodige mature, calme et d’apparence frêle, Ange adore sa grande sœur et lui vient souvent en aide en effaçant les souvenirs des humains (à l'exception de Kenta) pour protéger leur secret, ainsi qu'en envoyant ses chauves-souris sentinelles en journée pour veiller sur elle et surveiller les alentours de leur demeure. Elle s'habille tout le temps en Lolita gothique et possède une collection de poupées parlantes qui lui tiennent compagnie. Sa préférée est Boogie-kun, qu'Ange emporte partout avec elle. Malgré ses onze ans et son apparente fragilité, elle peut devenir une personne terrifiante, qui plus est lorsqu'on menace le bien-être de sa sœur adorée.
Elle apparaît comme souvent fatiguée et peut par moments s'effondrer sans prévenir. Bien qu'elle ait de grands pouvoirs (qu'elle consacre pour l'essentiel à la surveillance ainsi qu'à la protection de son aînée), Ange n'a pas d'affinité sanguine puisqu'elle n'est pas encore « majeure » en tant que vampire.
À la découverte de son affinité sanguine (vingtième épisode de la série), on apprend que son sang humain préféré est celui des jaloux (lorsqu'elle sucera le sang de Maki, la meilleure amie de sa sœur). Karin lui en voudra un peu pour cela.
Māka Ren/Ren Marker (真紅煉, Māka Ren)
L'aîné des enfants Marker.
Homme à femmes séducteur et assumé, Ren est plutôt protecteur envers ses sœurs et est souvent absent. Il a des traits vampiriques stéréotypés comme son père et ne mord exclusivement que des femmes. Ren n'a guère de considération pour les humains, qu'il ne perçoit que comme une source de nourriture.
Il craint particulièrement sa grand-mère Elda, trop affectueuse pour lui, et s'en tient autant que possible éloigné.
Dans le manga, il est révélé qu'à l'époque de la découverte de son affinité sanguine, son premier humain mordu fut une fille de son collège, Fujitani Hinata. Dans l'adaptation animée, il vivait en internat et son premier humain mordu fut son colocataire Fujitani Makoto, avec qui il eut une relation ambigüe et proche du « Seme et Uke ».
Ren est attiré par le sang humain des stressés.
Henry Marker (ヘンリー・マーカー, Henrī Mākā)
Le père de Karin, Ange et Ren, ainsi qu'époux de Carrera.
Vampire aux allures rappelant les figures classiques, Henry semble être aux ordres de sa femme et se montre plus compréhensif qu'elle envers Karin.
Il peut paraître comme manquant de sérieux, cependant il adore Karin. Il est soucieux de ses enfants et peut devenir effroyable au nom de leur bien-être, n'hésitant pas à risquer sa propre vie dans ce but.
Henry est attiré par le sang humain des orgueilleux.
Carrera Marker (カレラ・マーカー, Karera Mākā), née Carrera Armash (カレラ・アルマーシュ, Karera Arumāshu)
La mère de Karin, Ange et Ren, ainsi qu'épouse de Henry.
Femme sévère, Carrera semble être la maîtresse de maison, frappe souvent Karin et Henry avec ses pantoufles et porte constamment le même type de robe.
Sa belle-mère Elda et elle se détestent, et sont souvent en conflit.
Carrera est attirée par le sang humain des menteurs.
Boogie-kun (ブギーくん, Bugī-kun)
La poupée parlante préférée d'Ange, qu'elle emporte partout avec elle.
Boogie-kun est l'esprit enfermé d'un meurtrier. Il a une allure de peluche pour enfant, est sarcastique et armé d'un couteau à viande qu'il agite quand il s'excite. Il se sent mal quand il reste trop longtemps éloigné d'Ange.
Boogie-kun se montre très protecteur envers son amie et est soucieux de son bien-être, n'hésitant pas à blâmer Karin et lui rappeler à quel point il la considère inutile.
Tokitou Maki (時任麻希, Tokitou Maki)
La meilleure amie et camarade de classe de Karin depuis leur enfance. Elle est très douée dans les arts ménagers.
Quand elles étaient jeunes, Maki a aidé Karin, qui était coincée dans un fossé de drainage, et lui a enseigné comment bien faire la cuisine. Elles sont restées meilleures amies au lycée.
Dans l'adaptation animée, Maki montre de l'intérêt pour Winner bien qu'obsédé par sa meilleure amie, il ne s'en rende pas compte et ne soit pas fichu de retenir son nom, l'appelant constamment « Meilleure amie de Karin ».
Naitou Fukumi (内藤福美, Naitou Fukumi) / « Fuku-chan » (福ちゃん, litt. « ma bonne fortune ») (surnom)
La vice-présidente et camarade de classe de Karin, Maki et Kenta.
Fille à lunettes d'une personnalité aussi décontractée qu'agréable, elle est appréciée par ses camarades. Un malentendu se fait lors de son premier contact (et à l'occasion) avec Kenta, à cause de son « regard méchant ».
Dans l'adaptation animée, bien qu'il fasse lui-même partie de sa classe, Winner (qui n'identifie les autres filles que par rapport à leur lien avec Karin) l'appelle « Vice-présidente de la classe de Karin ».
Usui Fumio (雨水文緒, Usui Fumio)
La mère de Kenta, avec qui ce dernier vit. Du fait qu'elle était elle-même encore étudiante quand elle est tombée enceinte de Kenta, elle est très jeune par rapport à la moyenne (allant sur ses trente-deux ans au début de l'histoire).
Fumio élève son fils seule depuis l'abandon de son père (qu'elle a tenté vainement de faire passer en décès auprès de Kenta, qui n'est pas dupe) et travaille comme elle peut pour subvenir à leurs besoins. Son physique jeune et plaisant lui attirant souvent des problèmes malgré elle (aussi bien du harcèlement sexuel de certains collègues masculins, que la jalousie et les foudres de ses collègues féminins), elle est régulièrement en recherche d'emploi et peut parfois être déprimée.
Elle nourrit une chauve-souris ponctuellement suspendue à la porte d'entrée de leur jardin et prise en affection, qu'elle a baptisé par jeu de mots « Entrée » (en japonais お菜, Okazu, « accompagnement, garniture, entrée » d'un repas) et croit sauvage (alors qu'il s'agit en vérité de l'une des chauves-souris sentinelles contrôlées par Ange, postée pour observer Kenta).

#### Exclusifs à l'adaptation animée
Winner Sinclair (ウィナー・シンクレア, Winā Shinkurea)
Le descendant d'Alfred Sinclair et petit-fils de Victor Sinclair.
Winner fait partie d'une lignée familiale de chasseurs de vampires et prend cet héritage à cœur malgré son exubérance, allant jusqu'à porter leur tenue de fonction traditionnelle (largement inspirée par le personnage emblématique de Bram Stoker : une sorte d'aube à col et ceinturons arborant son initiale, un brassard sur son bras gauche, des gants et un chapeau à plume aux bords larges) lors de circonstances inadaptées.
Alors qu'il se révélait au départ comme un piètre chasseur en dépit de sa bonne volonté et de tous ses efforts aux entraînements, il a gagné la confiance suffisante pour suivre les traces de son grand-père après avoir été le premier humain mordu par Karin, quand ils étaient enfants. Ne gardant qu'un souvenir flou et erroné de l'événement (transformant le souvenir en rêve et la morsure vampirique en « premier baiser » dans son esprit), Winner ignore totalement que Karin est une vampire et interprète ce souvenir d'elle — ainsi que leurs retrouvailles — comme un signe du destin. Il est tombé amoureux d'elle et espérait retrouver la « femme de sa vie ». Il intègre son lycée et sa classe pour la poursuite de son apprentissage.
Winner est typé européen et partage de forts traits de famille avec son grand-père. Il parle le japonais avec un accent très prononcé, et sa réaction aux saignements de nez de Karin suggère qu'il serait hémophobe. Sa trop grande assurance le pousse souvent à ne pas écouter ce qu'on lui dit et à tirer des conclusions hâtives. Ce faisant, il est régulièrement à côté de la plaque dans une situation donnée et peut être à l'origine de troubles.
Winner est éperdument amoureux de Karin et ne se prive pas de le lui montrer. En ce sens, il considère Kenta comme son rival et le provoque régulièrement. Il ne considère également ses autres condisciples que par rapport à leur lien avec Karin (appelant notamment Naitou Fukumi — qui est également la sienne — « Vice-présidente de la classe de Karin »). Il suscite à son insu l'intérêt de Maki, dont il n'est pas fichu de retenir le nom et qu’il appelle constamment « Meilleure amie de Karin ».

### Autres
Le gérant (du restaurant Julian) (店長, Tenchou)
De nom inconnu, c'est le patron sympathique et agréable de Karin et Kenta quand ils travaillent.
Petit bibendum à lunettes courtois et d'une nature joviale, il apprécie les choses simples de la vie, comme la jeunesse et ses manifestations pour lesquelles il a un constant émerveillement.
Elda Marker (エルダ・マーカー, Eruda Mākā)
La mère de Henry, et donc la grand-mère paternelle de Karin, Ren et Ange. Elle dort dans un cercueil en sous-sol avec son époux James, qu'elle aime beaucoup.
Dans le manga, lorsqu'elle se réveille la première, Elda sévit à travers l'école de Karin en extrayant du sang pour lui afin qu'il puisse se réveiller, mais est attristée d'apprendre à leur retour qu'il était mort desséché. Il a été révélé plus tard qu'elle avait l'habitude d'intimider d'autres vampires, poussant à les craindre, elle et sa famille. Tous les vampires au Japon ont entendu parler d'Elda, la plus féroce des vampires ayant jamais existé.
En dépit de leur nature vampirique, Elda et Carrera affichent fréquemment un poncif humain du conflit entre belle-mère et belle-fille. Mis à part leurs couleur d'yeux, chevelure ainsi que leur taille de poitrine, Karin et elle sont presque physiquement identiques. Elda est dingue de ses petits-enfants, en particulier Karin pour qui elle craint que l'apprentissage de ses sentiments pour Kenta ne finisse mal.
Elda donne une importance première aux liens du sang : elle déteste ceux qui ne sont pas de sa famille et serait prête à tuer quiconque s'en prendrait à elle (hormis son désintérêt pour sa belle-fille). Il est aussi révélé qu'elle méprise vraiment les vampires hybrides, parce qu'ils furent la raison de leur persécution pour les supprimer hors de l'Europe. Elle serait également capable d'en tuer un.
L'affinité sanguine d'Elda est différente selon le manga ou l'adaptation animée (la jeunesse dans le premier, l'amour dans le second).
Usui Kanon (雨水歌音, Usui Kanon)
La fille semi-vampire de Karin Marker et d'Usui Kenta, et donc la nièce de Ren et d'Ange.
Relativement normale pour une fille humaine, elle a une ressemblance frappante avec sa mère et a l'étrange habitude d'embrasser son père sur les lèvres.
Elle apparaît à deux époques distinctes dans l'épilogue du manga, après que Karin et Kenta se soient mariés et aient fondé leur famille : d'abord dans son enfance quand, en se perdant un jour en forêt elle rencontre par hasard son cousin Rei (玲), qui y vit depuis toujours avec sa mère (Brigitte Braunlich), ainsi que son oncle Ren qui la raccompagne chez elle (avant d'être formellement présenté pour la première fois à son fils) ; la seconde fois, lorsqu'elle est adolescente et s'apprête comme chaque matin pour aller à l'école, croisant en chemin sa tante Ange (qui continue de veiller sur la petite famille de loin) sans la reconnaître.
Dans l'adaptation animée, elle n'apparaît pas formellement dans l'histoire mais est suggérée sous forme d'une projection abstraite de Kenta, qui imagine l'avenir honnête de citoyen modèle qu'il souhaite avoir, avec femme (dans la vision, Karin) et enfants (dont une petite fille qui est le portrait craché de sa mère).

#### Exclusifs au manga
Rei (玲)
Le fils que Ren Marker a eu avec Brigitte Braunlich, et donc le neveu de Karin et Ange ainsi que cousin d'Usui Kanon.
Il apparaît dans l'épilogue lorsqu'il rencontre par hasard sa cousine, qui s'est perdue dans la forêt où il vit depuis toujours avec sa mère. À ce moment, ils rencontrent aussi sans le savoir son père, qui leur apparaît pour la première fois de leur vie afin de raccompagner Kanon chez ses parents, avant de revenir auprès de lui et de sa mère pour lui être formellement présenté.

#### Exclusifs à l'adaptation animée
Fujitani Makoto (藤谷真, Fujitani Makoto)
Le condisciple et compagnon de chambrée de Ren Marker à l'époque de sa vie en internat, ainsi que le premier humain qu'il mordit en découvrant son affinité sanguine.
Son équivalent dans l'histoire originale du manga, différente de l'adaptation animée, est une condisciple du nom de Fujitani Hinata (藤谷日向).
Victor Sinclair (ヴィクター・シンクレア, Vikutā Shinkurea)
Le descendant d'Alfred Sinclair et grand-père de Winner Sinclair.
Victor fait partie d'une lignée familiale de chasseurs de vampires. Obstiné, il pourchasse avec acharnement la famille Marker. Victor perçoit à titre personnel l'histoire d'amour entre son ancêtre et Elda comme un affront familial à laver, ainsi qu'un motif de vengeance.
Il partage de forts traits de famille avec son petit-fils et porte en permanence la même tenue de fonction traditionnelle que lui (celle-ci arborant sa propre initiale « V », rappelant davantage l'inspiration de son homologue emblématique créé par Bram Stoker).

### Arlésiennes

#### Exclusifs au manga
Fujitani Hinata (藤谷日向, Fujitani Hinata)
Une ancienne condisciple de Ren Marker, ainsi que la première humaine qu'il mordit en découvrant son affinité sanguine.
Son équivalent dans l'histoire de l'adaptation animée, différente du manga, est un condisciple et compagnon de chambrée d'internat du nom de Fujitani Makoto (藤谷真).

#### Exclusifs à l'adaptation animée
Alfred Sinclair (アルフレッド・シンクレア, Arufureddo Shinkurea) / « Al » (アル, Aru) (diminutif)
Mentionné à plusieurs reprises et n'apparaissant que dans un souvenir lointain, il est l'ancêtre de Winner et Victor Sinclair ainsi que de leur lignée de chasseurs de vampires. Il est également et avant tout le grand amour d'Elda Marker.
L'histoire de la famille Sinclair apprend que l'ancêtre Alfred, apprenti botaniste qui était amoureux d'une vampire, Elda Marker, était à la fois un poète et écrivain qui voulait un monde où les humains et les vampires pourraient coexister sans s'entretuer.
Le père d'Alfred, un homme influent exécutant de sang-froid des vampires en place publique, désapprouvait leur idylle et craignait la vampire d'amante de son fils, lui interdisant de la voir. Après avoir enfermé son fils afin d'arrêter la relation, il mentit à Elda, prétendant qu'Alfred lui avait demandé de rompre leur relation en son nom. Ignorant sa captivité et refusant d'y croire, Elda guetta longtemps le retour de son aimé à leur lieu de rencontre habituel. Induite en erreur par son absence, elle fut rongée par le chagrin et le sentiment d'abandon, décidant alors de relâcher sa nature vampirique durant une attaque nocturne sur la ville. Cela conduisit le père d'Alfred à tirer profit de la situation pour débarrasser le monde de sa présence.
Pendant le raid de sa cachette, cependant, Alfred réussit à se libérer et la retrouver avant les autres. Par malheur, l'abri d'Elda fut incendié, laissant les amants à l'intérieur pour être brûlés vifs. Afin de sauver son aimée, Alfred lui offrit son sang pour lui donner la force d'échapper à l'incendie, promettant qu'il n'oublierait jamais son amour pour elle.
Néanmoins, les choses ne se déroulèrent pas comme il le pensait : après qu'Elda l'eût mordu, son amour avait disparu, remplacé par une haine aveugle pour elle et tous les vampires. Dans un état de transe, il la poignarda à la poitrine, laissant une cicatrice entre ses seins. Juste après la fuite d'une Elda maudissant, Alfred sortit de cet état second et réalisa l'horreur de ce qu'il venait de faire.
Cette histoire d'amour ayant jeté l'opprobre sur les Sinclair, sa famille et leurs descendants devinrent une lignée de chasseurs de vampires motivés à laver leur nom en exterminant le clan des Marker, ainsi que tous les vampires.
On ignore précisément s'il est mort dans l'incendie ou postérieurement, cependant il est révélé à Elda que ses sentiments pour elle et son souhait d'une paix entre leurs espèces ne furent pas oubliés.

## Glossaire

### Espèces
Vampire (de sang pur) ou « suceur de sang » (吸血鬼, kyūketsuki, vampire, litt. « démon suceur de sang »)
Créature de la nuit à l'apparence relativement humaine — selon l'individu — et se nourrissant du sang de ces derniers. La famille de Karin en est représentante.
Il est assez semblable au vampire des figures classiques, la distinction notable étant son affinité sanguine.
La puissance du vampire et ses capacités peuvent grandement creuser l'écart d'un individu à l'autre, et servir ainsi de principe tacite de hiérarchisation ou de dissuasion (comme dans le cas d'Elda Marker, réputée dangereuse pour sa puissance hors-normes et impitoyable avec ses ennemis, au point de pouvoir inspirer la terreur à beaucoup de ses pairs par sa simple présence, parfois littéralement par l'évocation de son nom).
Par le passé, l'espèce fut persécutée et expulsée d'Europe, ce qui explique sa présence au Japon.
Vampire hybride ou « fabricateur de sang » (増血鬼, zouketsuki, litt. « démon qui augmente le/ajoute du sang »)
Il en naît certains au sein des vampires. La protagoniste Karin Marker en fait partie.
Comme l'indique son nom, il fabrique plus de sang qu'il n'en consomme. Cela a pour conséquence chez Karin d'abondants saignements de nez lorsqu'elle ne « perfuse » pas le trop-plein par morsure. En tant que vampire, il possède certains avantages sur ses congénères (comme l'immunité à la plupart de leurs faiblesses connues — rayons du soleil... — lui permettant de vivre au grand jour parmi les humains) mais également, ses propres faiblesses (aptitudes et pouvoirs moindres comparés à ceux d'un vampire classique).
Dans le cas de Karin, au-delà de sa spécificité sanguine elle ne possède de prime abord que peu de différences avec une fille humaine de son âge, la rendant dépendante de sa cadette et de sa famille pour régler les éventuels problèmes qu'elle peut leur causer vis-à-vis de la préservation de leur secret (comme amnésier d'éventuels témoins gênants).
Du fait de leurs faibles pouvoirs face aux authentiques vampires, ils furent la proie de nombre de discriminations de leur part.
Il ne doit pas être confondu avec le vampire métissé.
Humain ou « être humain » (人間, ningen, humain, espèce humaine)
L'espèce anthropomorphique la plus répandue dans le monde. Usui Kenta et Tokitou Maki en sont les principaux représentants dans l'histoire.
Elle sert de source de nourriture au commun des vampires, qui se nourrit de leur sang pour subsister.
Les humains ont activement pourchassé et massacré les vampires par le passé mais, à l'époque où débute l'histoire, ils les ont apparemment et pour la plupart, intégré en tant que légendes avec le temps et vivent leur existence mortelle sans se rendre compte que leurs représentants existent discrètement au sein, ou en marge, de leur civilisation (en usant si nécessaire de leurs pouvoirs d'amnésie — ou de tout autre moyen) pour préserver leur secret et s'assurer leur propre sécurité : de prime abord, seul Usui Kenta est au fait de leur réelle existence, avérée depuis sa découverte de la nature vampirique de Karin Marker, qu'il a acceptée avec une grande ouverture d'esprit en jurant de l'aider à protéger leur secret et en se montrant digne de confiance.

### Spécificités
Affinité sanguine (血の嗜好, chi no shikou, « goût/préférence pour le sang »)
L'affinité sanguine indique pour chaque vampire ayant atteint sa maturité, sa préférence en termes de sang humain (antérieurement indifférenciée), définie par une émotion ou une caractéristique précise qui l'attire fortement quand elle est prédominante chez sa future victime et oriente son choix pour se nourrir, comme le vampire se nourrissant de son sang absorbe avec lui ladite émotion ou caractéristique présente en elle — et l'en prive temporairement. Par exemple :
- Dans le cas de Karin Marker, l'humain mordu est débarrassé de son mal-être (et par contre-coup, déborde temporairement de bonheur) ;
- Dans le cas d'Ange Marker, l'humain mordu est débarrassé de sa jalousie (et par contre-coup, retrouve sa confiance et sa sérénité) ;
- Dans le cas de Ren Marker, l'humain mordu est débarrassé de tout son stress (et par contre-coup, se sent temporairement mieux dans sa peau) ;
- Dans le cas d'Henry Marker, l'humain mordu est privé de son orgueil (et par contre-coup, le rend temporairement humble et prévenant) ;
- Dans le cas de Carrera Marker, l'humain mordu est privé de sa capacité à mentir et tromper (et par contre-coup, ne peut temporairement s'empêcher d'être sincère et de dire la vérité).

Se manifestant à dater du moment où le vampire atteint sa maturité, elle est en ce sens comparable à la puberté chez les humains. Le degré de sensibilité du vampire aux ultraviolets est lié à ce phénomène, les individus n'ayant pas encore atteint leur maturité (comme Ange Marker) pouvant tout de même sortir au grand jour par mauvais temps ou temps couvert.

### Exclusifs au manga

#### Espèces
Vampire « Daywalker » ou « marcheur diurne » (デイウォーカー, Deiwōkā, de l'anglais Daywalker, « qui marche au soleil »)
L'espèce de vampire la plus forte. Comme son nom l'indique, sa puissance est telle qu'elle lui permet, contrairement à ses congénères normaux, de marcher à la lumière du soleil sans en subir les effets mortels.
Vampire métis ou « de sang mêlé » (混血児, konketsu-ji, enfant métis, « au sang/de race mélangé(e) »)
Il naît d'un parent vampire et d'un parent humain. C'est le cas de Tachibana Yuriya et d'Usui Kanon, la fille que Karin Marker a eue avec Usui Kenta.
Il est réputé comme étant infertile.
Bien que l'idée soit vaguement suggérée (au travers d'une projection abstraite), cette catégorie n'est pas réellement introduite dans l'histoire de l'adaptation animée.

## Productions et supports

### Bande dessinée

#### Fiche technique
- Titre original : かりん (Karin)
- Titre (édition française) : Karin, Chibi Vampire
- Nombre de volumes parus au Japon : 14
- Date de 1re parution : 1er octobre 2003, chez Kadokawa Shoten.
- Prépublié dans : Dragon Age
- Nombre de volumes parus en France : 14

### Animation
L'adaptation diffère beaucoup du manga, dont elle ne retanscrit qu'une partie de l'histoire et avec laquelle beaucoup de libertés sont prises.

#### Fiche technique
- Titre original : かりん (Karin)
- Nombre d'épisodes : 24 (d'environ 23 minutes chacun)
- Date de première diffusion : 4 novembre 2005 sur la chaine japonaise WOWOW
- Réalisateur : Kimura Shinichirou
- Character designer : Nakayama Yumi
- Musique : Nishida Masara
- Production : WOWOW
- Animation : J.C. Staff

#### Musique

##### Génériques
La musique du générique d'ouverture (du second à l'avant-dernier épisode), scarlet, est composée par a.k.a.dRESS (du collectif de créateurs musicaux ave;new) et interprétée par BRACE;d.
Celle du générique de fermeture, Mou hitotsu no Birthday (もうひとつのバースディ, Mou hitotsu no Bāsudei), est composée par Masatomo Ōta et interprétée par Fm.θ.
| Karin (かりん) | Karin (かりん)               | Karin (かりん)                                                                      | Karin (かりん) | Karin (かりん)                                                                                              | Karin (かりん) |
| Début | Début                        | Début                                                                               | Fin            | Fin | Fin |
| Épisodes | Titre                        | Artiste(s)                                                                          | Épisodes       | Titre | Artiste(s) |
| --- | ---------------------------- | ----------------------------------------------------------------------------------- | -------------- | --- | --- |
| 2-23 | scarlet (litt. « Écarlate ») | BRACE;d (interprétation) a.k.a.dRESS(ave;new) (arrangement, composition et paroles) | 1-24           | Mou hitotsu no Birthday (もうひとつのバースディ, Mou hitotsu no Bāsudei) (litt. « Un nouvel anniversaire ») | Fm.θ (interprétation) Masatomo Ōta (太田雅友, Ōta Masatomo) (arrangement et composition) Yuriko Mori (森由里子, Mori Yuriko) (paroles) |
| NB : le générique d'ouverture est évolutif dans ; — La scène d'introduction narrative : le personnage intervenant (normalement Karin) change parfois d'un épisode à l'autre (Usui Kenta dans le douzième, Ange Marker — et Boogie-kun — dans le treizième, Ren Marker dans les quatorzième et vingtième, Tokitou Maki dans les quinzième et vingt-et-unième, et enfin Winner Sinclair dans les seizième et vingt-deuxième) ; — le générique même : un personnage (Winner Sinclair) y est censuré dans les six premiers épisodes, jusqu'à son apparition dans l'histoire ; — le panneau-titre : illustrés à côté du numéro d'épisode [**ℓ], le volume total des conteneurs de sang additionnés ensemble s'adapte à la numérotation (par exemple, quatre bouteilles d'un litre et une de cinq pour l'épisode 9). |                              |                                                                                     |                | | |

| Gymnopédie No.1 – Lent et douloureux (en ré majeur) | Erik Satie (composition originale) | Fichier audio Erik Satie – Première gymnopédie « Lent et douloureux » (en ré majeur) Musopen Des difficultés à utiliser ces médias ? modifier |
| NB : cette pièce pour piano évocatrice de la composition se fait entendre lors de certaines scènes sentimentales (ou dramatiques) marquées par un registre introspectif et/ou intimiste. |                                    | |
| Fichier audio |                                    | |
| Erik Satie – Première gymnopédie « Lent et douloureux » (en ré majeur) |                                    | |
| Musopen |                                    | |
| Des difficultés à utiliser ces médias ? |                                    | |
| modifier |                                    | |

##### Bande originale
Les musiques originales de l'adaptation animée sont composées par Masara Nishida (ja) (dit Masala Nishid.).
L'album est constitué de deux parties :
- Soundtrack Album, pour la bande originale à proprement parler (incluant les formats télévisés des musiques de générique) ;
- Drama Album, pour les capsules audio de théâtre radiophonique mettant en scène des doubleurs de l'adaptation animée dans leur rôle.

| Liste des titres (FCCM-0097) | Liste des titres (FCCM-0097)                                                                         | Liste des titres (FCCM-0097) | Liste des titres (FCCM-0097) | Liste des titres (FCCM-0097) | Liste des titres (FCCM-0097) | Liste des titres (FCCM-0097) | Liste des titres (FCCM-0097) | Liste des titres (FCCM-0097) | Liste des titres (FCCM-0097) |
| No                           | Titre                                                                                                | Auteur                       | Interprète                   | Durée                        |                              |                              |                              |                              |                              |
| ---------------------------- | --- | ---------------------------- | ---------------------------- | ---------------------------- | ---------------------------- | ---------------------------- | ---------------------------- | ---------------------------- | ---------------------------- |
| 1.                           | 真紅家の秘密 (Māka-ke no Himitsu)                                                                    | Masara Nishida               |                              | 0:41                         |                              |                              |                              |                              |                              |
| 2.                           | scarlet（TV size version） (scarlet [version format télévisé])                                       | a.k.a.dRESS                  | BRACE;d                      | 1:37                         |                              |                              |                              |                              |                              |
| 3.                           | 行ってきまーす! (Ittekimasu!)                                                                        | Masara Nishida               |                              | 1:55                         |                              |                              |                              |                              |                              |
| 4.                           | 愉快な学園生活 (Yukai na Gakuen Seikatsu)                                                            | Masara Nishida               |                              | 1:36                         |                              |                              |                              |                              |                              |
| 5.                           | 麻希との友情 (Maki to no Yuujou)                                                                     | Masara Nishida               |                              | 1:53                         |                              |                              |                              |                              |                              |
| 6.                           | オリジナルドラマ ＃1 「列車に揺られて恥ずかしい」 (Original Drama 1 "Ressha ni Yurarete Hazukashii") |                              | Doubleurs (dans leur rôle)¹  | 5:07                         |                              |                              |                              |                              |                              |
| 7.                           | 恋の予感 (Koi no Yokan)                                                                              | Masara Nishida               |                              | 2:19                         |                              |                              |                              |                              |                              |
| 8.                           | おかしな2人 (Okashi na Futari)                                                                       | Masara Nishida               |                              | 1:47                         |                              |                              |                              |                              |                              |
| 9.                           | いこかもどろか (Ikoka Modoroka)                                                                      | Masara Nishida               |                              | 1:46                         |                              |                              |                              |                              |                              |
| 10.                          | どうしよう (Doushiyou)                                                                               | Masara Nishida               |                              | 1:55                         |                              |                              |                              |                              |                              |
| 11.                          | 真紅家の晩餐 (Māka-ke no Bansan)                                                                     | Masara Nishida               |                              | 2:18                         |                              |                              |                              |                              |                              |
| 12.                          | オリジナルドラマ ＃2 「ピンポン熱くて恥ずかしい」 (Original Drama 2 "Pinpon Atsukute Hazukashii")    |                              | Doubleurs (dans leur rôle)¹  | 7:57                         |                              |                              |                              |                              |                              |
| 13.                          | 杏樹のお部屋へようこそ (Anju no Oheya he Youkoso)                                                    | Masara Nishida               |                              | 1:39                         |                              |                              |                              |                              |                              |
| 14.                          | 真夜中の旋律 (Mayonaka no Senritsu)                                                                  | Masara Nishida               |                              | 1:46                         |                              |                              |                              |                              |                              |
| 15.                          | 爆発!気分爽快 (Bakuhatsu! Kibun Soukai)                                                              | Masara Nishida               |                              | 2:28                         |                              |                              |                              |                              |                              |
| 16.                          | スリリング (Thrilling)                                                                               | Masara Nishida               |                              | 2:02                         |                              |                              |                              |                              |                              |
| 17.                          | 逃げろ! (Nigero!)                                                                                    | Masara Nishida               |                              | 1:52                         |                              |                              |                              |                              |                              |
| 18.                          | 16才のひそやかな苦悩 (16-sai no Hisoyaka na Kunou)                                                   | Masara Nishida               |                              | 1:48                         |                              |                              |                              |                              |                              |
| 19.                          | オリジナルドラマ ＃3 「湯気の向こうが恥ずかしい」 (Original Drama 3 "Yuge no Mukou ga Hazukashii")   |                              | Doubleurs (dans leur rôle)¹  | 5:51                         |                              |                              |                              |                              |                              |
| 20.                          | ちょっぴりセンチメンタル (Choppiri Sentimental)                                                      | Masara Nishida               |                              | 0:47                         |                              |                              |                              |                              |                              |
| 21.                          | 暗闇の中から (Kurayami no Naka Kara)                                                                 | Masara Nishida               |                              | 1:25                         |                              |                              |                              |                              |                              |
| 22.                          | 蝶よ花よ (Chou yo Hana yo)                                                                           | Masara Nishida               |                              | 1:36                         |                              |                              |                              |                              |                              |
| 23.                          | 夜の漂流 (Yoru no Hyouryuu)                                                                          | Masara Nishida               |                              | 2:07                         |                              |                              |                              |                              |                              |
| 24.                          | 決意の戦い (Ketsui no Tatakai)                                                                       | Masara Nishida               |                              | 1:49                         |                              |                              |                              |                              |                              |
| 25.                          | そして2人はー (Soshite Futari wa...)                                                                 | Masara Nishida               |                              | 2:16                         |                              |                              |                              |                              |                              |
| 26.                          | オリジナルドラマ ＃4 「朝もはよから恥ずかしい」 (Original Drama 4 "Asa mo Hayo kara Hazukashii")     |                              | Doubleurs (dans leur rôle)¹  | 7:13                         |                              |                              |                              |                              |                              |
| 27.                          | 笑顔でHappy End (Egao de Happy End)                                                                  | Masara Nishida               |                              | 1:54                         |                              |                              |                              |                              |                              |
| 28.                          | もうひとつのバースディ（TV size version） (Mou Hitotsu no Birthday [version format télévisé])        | Masatomo Ōta                 | Fm.θ                         | 1:35                         |                              |                              |                              |                              |                              |
| 1:09:11                      | |                              |                              |                              |                              |                              |                              |                              |                              |

¹ Personnages de l'adaptation animée (et leur doubleur) : Karin Māka (Sayuri Yahagi), Kenta Usui (Katsuyuki Konishi), Anju Māka (Yuka Inokuchi), Ren Māka (Junichi Suwabe), Henry Marker (Dai Matsumoto), Carrera Marker (Emi Shinohara), Boogie-kun/le gérant (du restaurant) (Hirofumi Nojima), Fumio Usui (Aya Hisakawa), Maki Tokitou (Mikako Takahashi), Winner Sinclair (Kouki Miyata), le conducteur (annonceur) (Tetsuharu Ota) et l’employée de bureau (Yūko Gibu).